# 少女少年
『少女少年』（しょうじょしょうねん）は、やぶうち優による日本の女装漫画作品。

## 概要
1997年に連載開始。以降2005年までほぼ年度ごとの区切りで1作品ずつ発表され、計8作品となった。各作品に共通するのは、「女装した小学生の男の子」が軸となる物語であること。また、8作目を除けば、主人公の男の子が女装の状態で芸能界で活動するという点も共通する。
第1作目から第5作目までは主に『小学六年生』、第6・7作目は主に『小学五年生』、第8作目は『ちゃお』増刊号である『ちゃおデラックス』にそれぞれ連載されていた。各雑誌の発行元はすべて小学館。それぞれの連載は1年だが、シリーズとしての期間8年はやぶうち優の作品中最長である。
年度ごとに読者が総入れ替えになる学年誌の特性を考慮してか、各作品間に連続性や関連性は基本的になく、ストーリーや大半の登場人物も1作品ごとに異なる。
元々は、作者が『ちゃお』での連載を念頭に構想したが、編集部の方針転換で男性主人公が不可となったため断念した作品である。その後、1996年の「水色時代」アニメ化に合わせて『小学六年生』にその番外編を執筆した事から同誌編集部との繋がりができ、連載開始となった。この流れから、3作目の途中までは『小六』版「水色時代」と同様、扉絵の裏面にP&Gの生理用品の広告が載っており、そのため扉絵も3作目までは毎号カラーだった。
2012年、最新シリーズ『〜少女少年〜ドーリィ♪カノン』が『ちゃお』にて連載されているが、単行本のタイトルは『ドーリィ♪カノン』となっている。詳細は『ドーリィ♪カノン』の項目を参照のこと。
なお、第1作と時期を前後して、同じく女装少年の登場する『ミントな僕ら』『ライバルはキュートBOY』といった複数の少女漫画が登場している。それらや本作シリーズののち、2010年前後に「男の娘」ブームが発生するが、ブーム期の中心世代は本作などの読者層とかさなるものであった。ライターの来栖美憂は「20代前半の女装子はこれらのローティーン向け少女漫画の影響を受けた者も多いよう」と報告している。

## シリーズ作品
下記のタイトルは、単行本の題号に準じている。1 - 7作目の連載時タイトルはサブタイトル無しの『少女少年』である。8作目タイトルは連載時と単行本で同一。

### 少女少年
やぶうち優の「少女少年」シリーズ第1作目。『小学六年生』1997年4月号 - 1998年3月号にかけて連載。また、『小学五年生』1997年3月号には予告編が掲載された。主人公が女装し、アイドル歌手として活躍するコメディ作品。主人公が性別を偽り芸能活動をすることにともなう様々ないざこざや、主人公をめぐるヒロインたちの恋愛模様の描写に重点が置かれている。
登場人物名には色の名前が入っている。
なお、この作品（単行本）単体を指す際、シリーズの総称としての「少女少年」と区別するために便宜的に、『少女少年I』（Iはローマ数字の1）、『少女少年第一期』、または他の単行本に倣って『少女少年I -MIZUKI-』と表記・呼称される場合がある。

#### Iの登場人物
水城晶（みずき あきら）
市立第一小学校6年4組の男子児童。
同世代のアイドル・青野るりの大ファンで、自称「健康優良好（？）少年」。カラオケの十八番はるりの持ち歌「春の妖精」で、収録曲のカタログ本である「歌本」を見なくても暗記している歌番号をカラオケに入力して歌い出せるほどに歌い込んでいる。その入れ込みようは、「春の妖精」のメロディーがカラオケから流れると女の子のようなしぐさになり、「体が勝手に曲に反応して歌ってしまう」ほど。後に修学旅行に行った際にも、友人Aから「カラオケやんねーのかな カラオケ」と茶化されている。その歌声は姉の瞳曰く、「声変わりしてないから高音キレー」。「女の子みたいな声」で「ルックスも女のコっぽい」とのこと。村崎ツトム曰く、「ボーイソプラノみたいな透明感」「まるで天使のような歌声」。
自宅で姉に女装させられてカラオケで歌っているところを村崎ツトムに見出され、スカウトされた。「女装して女のコとしてデビュー」するようすすめる村崎のスカウトに当初は難色を示していたが、あこがれの「るりちゃんに会える」とのくどき文句に態度を翻し、女装して芸能界入りすることを決断。「白川みずき（しらかわ みずき）」の芸名で、主にアイドル歌手として活動することとなる。女装の際は「お母さんのカツラ」をつけてロングヘアになる。
歴代少女少年の中でも特に警戒心が薄く、能天気で単純な性格。よく言えばわんぱくで子供らしく、明るくて、男女問わず誰からも好かれるキャラクター。また、歴代少女少年の中でただ一人、自らの意に反して芸能界を追放された主人公でもある。
ポケモンカードを買っていて、カード欲しさのあまりに白川みずきとして出演する予定の生番組を遅刻しそうになったことがある。また、クラスで流行っていたポケデジ（ポケットデジタブル）という小型の育成系電子ゲームをほしがっており、赤沢智恵子からプレゼントされたそれを作品終盤までプレイしていた。
1990年に漫画同人誌･「MemoryMaker Vol.2」に掲載された「少女少年0話」に登場する大山千里を原型として造形されたキャラクター。
白川みずき（しらかわ みずき）
水城晶が女装してアイドルとなったときの芸名。主にアイドル歌手として活動する。アイドルイメージは「天使」。
青野るりと初めて対面した際は、るりのあまりのかわいさに言葉を失い、ろくにあいさつも交わすことができなかった。しかし、そのるりが実は38度の熱がありながら仕事をこなしていたことを知り、その後もプロとしての心構えや強さをるりから学び続ける。
村崎曰く、「キミの本領は歌声にある」とのことで、「ドラマなんて全っ然向いてない」と評されるなど、演技力の乏しさが指摘されている。初めて出演したドラマでは、台詞を言いわすれたりトチったりと失敗を繰り返し、「すぐやめよーとかおもった」というが、熱があるのに仕事をこなす青野るりのプロ根性にうたれ、思い直した。
デビュー曲の『天使の予感』はオリコン初登場4位。CD売り上げは80万枚を突破。また、冬には「クリスマスのイメージの曲」である『天使爛漫』をリリースした。
るりから学んだ心構えをもとに、「プロはどんな時もとり乱しちゃいけない」と心得ており、自分の失敗も図太くネタにする「おちゃめ」さを持つ。
デビュー前から青野るりの事務所では「るりのライバル登場か!?」と話題になっており、るり自身も白川みずきのことを認識していた。一部では「第二のるり」などとも言われていたようであるが、一方では「しょせん二番煎じ」との評価も当初はきかれた。
紅白歌合戦への出場が決まっていたが、黒木紗夜香のマネージャーによってマスコミに「じつは男」だということをリークされて引退に追い込まれた。この際、男性ファンを中心に「だまされていた…！」など激怒するファンが続出したが、市立第一小学校の女子からは、「あたしたちファンになっちゃったのーっ」、「これからもアイドルつづければいーのにーっ。もったいなーい」などと、「女装アイドル」に好意的で引退を惜しむ声も聞かれた。
赤沢智恵子（あかざわ ちえこ）
市立第一小学校6年4組の女子児童。
晶のクラスメイトで、晶に何かと食って掛かってくる。自他ともに認めるアイドル嫌いだが、なぜか白川みずきには惹かれてゆく。
白川みずきが『天使の予感』を歌う歌番組を見て、ファンになった。アイドル嫌いを自認していたにもかかわらず、白川みずきサイン会やコンサートにも駆けつけるようになるなど、その入れ込みようは相当のもの。
白川みずきの歌、特にその歌詞の内容にすぐ影響されてしまう。『天使の予感』を聞いた後、晶に対しては「もうアイドルのこと悪く言ったりしない」と宣言し、「最近考え変わって……あんたたちがさわいでる白川みずきって、けっこーいーな、って」と言いだし、晶をして「智恵子が急にこんなにスナオになるなんて…」と驚かせた。また、コンサートで白川みずきの『天使爛漫』を聞いた際には思わず晶に告白してしまうなど、「素直」という言葉をキーワードに作詞された白川みずきの歌は、彼女に「素直な行動」を現実に促す大きな原動力となっている。
1990年に漫画同人誌･「MemoryMaker Vol.2」に掲載された「少女少年0話」に登場する「鶴村」を原型として造形されたキャラクター。
青野るり（あおの るり）
晶のあこがれのトップアイドル。アイドルイメージは「妖精」。
歌手としての活動以外にも、『春の妖精』などのドラマでは子役としても活躍している。なお、ドラマと同名の『春の妖精』という曲をリリースしている。
5歳のときに母親に無理やり劇団に入れられた。劇団に入った頃はいじめられたという。初対面のみずきには「本当は（アイドルを）やりたくない」と訴えていた。
晶の家族とマネージャーの村崎ツトム以外では最も早く白川みずきの正体を知るが、「誰にも言わない」と約束。ただし、「だれにも言わないかわりに」と、「私なんかいらなくなっちゃうくらい売れっ子になって」と白川みずきに注文をつけた。
白川みずきの持つ「素質」にいち早く気づいた一人。
作品当初は自らを、「しょせん私はママのつくった、イミテーションパール」と自虐的に評していた。
嫌がらせを受けているとの晶からの相談には「そんなのよくあること」と「あっさり」答え、「人気があればそれだけ敵も多くなる」、「ねたまれるほど注目されてるってことじゃない？　よろこばなくちゃ！」と語る「強い」少女。
自らの発言が原因で黒木紗夜香に白川みずきの正体がばれてしまった際にも、「女のカン」を理由に大丈夫だと深刻には捉えず、晶からは「最近おちゃめだね」と指摘されている。
当初はみずきの活躍を応援し、協力者として振舞うが、作品が進むにつれて「気がついたら晶くんにひかれつつみずきさんに嫉妬してる自分」に気づいてゆく。最終的には智恵子に正体がバレて気が抜けてしまった白川みずきを前に、「私はこれからもみんなのアイドルとしてがんばる」と宣言。「私なんかいらなくなっちゃうくらい売れっ子になって」という晶への「お願い」を撤回し、「そんな気の抜けたみずきさん、ライバルとしてみとめないから…！」と言ってのけた。
お忍びで町を出歩く際にはメガネをかける。
1990年に漫画同人誌･「MemoryMaker Vol.2」に掲載された「少女少年0話」に登場する「清水みるく」を原型として造形されたキャラクター。
黒木紗夜香（くろき さやか）
みずきやるりをライバル視しているアイドル。
外見はクールでスタイリッシュ。仕事を奪われた妬みから「みずきの靴に画びょうを入れる」、「みずきの弁当に虫を入れる」、「服を切り裂く」、「ロッカーに大量の生ゴミをぶち込む」、「ラーメンに大量にコショウを入れる」など、嫌がらせの限りを尽くす。
後に白川みずきの正体を暴くために市立第一小学校の6年4組に転入。クラスメイトに悪口を言われていたところを水城晶にかばわれ、晶に惹かれるようになる。しかし、最終回で晶に相応しい相手は自分じゃない事を悟り、わざと悪ぶり今までの態度は全部嘘だと言い彼を振る（しかし、一人になった時には泣いていた事から、本当は本心から晶を愛しており、自分から身を引いて失恋した）。
本作ヒロイン3人の中ではただ一人、「白川みずき」の魅力には気づけなかった人物。後に青野るりに、「みずきさんとして歌ってる時もそう（おおぜいの中にいてもなぜか目をひく・すごく不思議な魅力をもってる）。紗夜香さんもそう思わない？」と問いかけられた際には非常に困惑した表情を浮かべた。
1990年に漫画同人誌･「MemoryMaker Vol.2」に掲載された「少女少年0話」に登場する「亀山」を原型として造形されたキャラクター。
水城瞳（みずき ひとみ）
晶の姉。
趣味はカラオケ。弟の晶に「またカラオケ やってんの？」と言われるほどにハマっており、「すっげー音！　外までまるぎこえだよ！」と晶に指摘されても「いーじゃん、お姉ちゃんオンチじゃないから！　近所メーワクじゃないでしょ？」と完全に開き直っている。
晶にムリヤリ自らの服を着せ、母のカツラをつけて歌を歌わせたところを芸能プロダクションの村崎ツトムが通りかかり、女装アイドル・白川みずきの誕生のきっかけをつくった。
晶が芸能界デビューすることになったときには、真っ先に「サインもらってきてね！」と頼むなどミーハーな性格。
顔と声が晶とそっくりで、智恵子にみずきの正体をバレそうになったとき、コンサートで晶の替え玉を演じたことがあった。
るりの母
青野るりの母親で、スケジュール管理などるりのマネージャー的役割を果たす。典型的なステージママ。
娘のるりが5歳のとき、るりを無理やり劇団に入れた。
るりを、自分の「才能を受け継いだ、普通の子とは違う、真珠」と言い、娘をトップアイドルに育て上げることが、自分の才能の証明になると考えている。
後に娘の最大のライバルとなる白川みずきについては、「るりちゃん、あんなカス相手にしちゃだめよ」と発言。るりからは「ママにはほんとうの真珠の輝きがわからないのね」と評されている。
紗夜香のマネージャー
白川みずきが男であるとの情報をリークし、みずきを引退に追い込んだ人物。
自分がマネージャーを務める黒木紗夜香が白川みずきに仕事をとられたことを逆うらみしてとのことであるが、紗夜香本人が「もういい」と言ってもきかなかったという。
もとより、黒木紗夜香の市立第一小学校（晶の学校）への転入などはマネージャーの関与なしにはあり得ないことであり、紗夜香のみずきへの嫌がらせや正体探りにも関与していたのではないかとの疑惑も持たれている。
村崎ツトム（むらさき つとむ）
芸能事務所のスカウト兼マネージャー。
晶をスカウトして白川みずきとしてデビューさせた張本人。晶の家の近所を歩いているとき、歌声を聴きつけてスカウトした。
白川みずきを売り出すまでは、「すごいアイドルを出さないと、給料が出ないばかりか事務所がつぶれる」という「大ピンチ」の状態だった。
1990年に漫画同人誌・「MemoryMaker Vol.2」に掲載された「少女少年0話」に登場する「曲（まがり）」を原型として造形されたキャラクター。
作者によると「大人の男性を描くのが苦手なやぶうちが、一生懸命考えた大人の記号の集大成」（スーツ・ネクタイ・サングラス・いつもくたびれ乱れているため判りにくい七三分けの髪型など）とのこと。

### 少女少年II -KAZUKI-
シリーズ第2作目。『小学六年生』1998年4月号 - 1999年3月号にかけて連載。主人公は、幼い頃に自分を手放した母親に近づくために女優として芸能界で活動する。シリアス性が高い展開で、シリーズ中最もドラマ性の高い物語との評価がある。
登場人物名には、自然に因む単語が含まれている。

#### IIの登場人物
星河一葵（ほしかわ かずき）
村崎に、女の子と間違われてスカウトされ、大空遥の娘役のオーディションを受ける。落選するが、それがきっかけで芸能コースのある学校に転校、「星河かずき（ほしかわ かずき）」の芸名で俳優（女優）として活動。ただし学校生活がメインで、実際の芸能活動はテレビドラマ主演1作のみしか描かれていない。シリーズ中唯一、ウィッグや髪飾り等を全く付けずに女装する。なお、当初、育ての父を実父だと思っていた。
大空遥（おおぞら はるか）
大女優としての地位を確立している。
一葵の実の母親であるが、訳あって生後間もない一葵を手放し当時のマネージャーに託す。
日比野絵梨（ひびの えり）
一葵が受けたオーディションで知り合った女の子。
一葵の転校した先の学校の生徒（クラスは異なる）。
望月マユカ（もちづき まゆか）
一葵のクラスメイト。
オーディションで大空遙の娘役を射止める。気が強く、一葵をライバル視するが、涙脆く情に篤い部分も持ち合わせており、ある事件が起こった際遥に母親として一葵に接するよう懇願する。
風間トキオ（かざま ときお）
同じく、一葵のクラスメイト。
幼馴染である絵梨に好意を抱いており、物語後半、一葵の協力もあって晴れて絵梨と両想いに。初めに一葵が男であることを知る。
村崎ツトム（むらさき つとむ）
一葵を女の子と見間違え、オーディションに参加させようとスカウトする。
履歴書の性別欄でようやく、一葵が男だとわかり、あきらめる、が、本人の固い意志により以降バックアップ役を務めることになる。

### 少女少年III -YUZUKI-
シリーズ第3作目。『小学五年生』1999年3月号・小学六年生1999年4月号 - 2000年3月号にかけて連載。女の子との同居やデビューまでのレッスン、グループとしての活動等に重点が置かれ、主人公（も読者も）が小学生なのに学校がほとんど登場しない珍しい作品。
登場人物名は植物に因んでいる。

#### IIIの登場人物
橘柚季（たちばな ゆずき）
香川県丸亀市のとある島の出身。O型。
普段から2人の兄に女物の服を着せられ遊ばれていた。兄たちに履歴書の性別欄を書き換えられ、東京で女の子としてオーディションを受け、見事合格。「橘ゆずき（たちばな ゆずき）」の芸名で、桃園ユリ・梅咲文華との3人でグループ・ガーリッシュを組んで歌手として活動。
なお、雑誌連載時は出身地が「村」だったが、作者が後に香川県に村は無いことを知り、単行本では「島」とした。
佐倉ちよ子（さくら ちよこ）
柚季の幼なじみで、島の学校で唯一の同級生。
桃園ユリ（ももぞの ゆり）
ガーリッシュのメンバー。ちょっとおっとりした性格。
梅咲文華（うめざき あやか）
ガーリッシュのリーダー格。気が強い。
柚季が男だと気付くが、グループでやっていくために色々と気を回す。
村崎ツトム（むらさき つとむ）
今作ではプロデューサー、マネージャー、そして3人の保護者の三役を兼任。
今回は珍しく仕事に関してシビアな面を見せる。

### 少女少年IV -TSUGUMI-
シリーズ第4作目。『小学六年生』2000年4月号 - 2001年3月増刊号にかけて連載。女装癖がある少年が芸能界や恋・友情に奮起する様を描いたコメディ作品。シリーズ中最も人気が高い。連載時も女子は元より、前作までは全くなかった男子からの反響がかなり大きく、作者本人も突然の男子人気に「疑問を抱いていた」とのこと。
登場人物名は鳥の名前から付けられている。
前作までが「3部作」と位置づけられたため、今作は登場人物の配置や方向性を刷新。絵柄もそれまでの少女漫画的で柔らかいタッチから、アニメ的でポップなタッチに変わっている。特に絵柄の変化は大きく、それに戸惑いを感じた読者も少数ながらいる。絵柄の変化について作者は自らの公式サイト上で「本来の絵に戻した」と回答している。

#### IVの登場人物
白原允（しろはら みつる）
普段から「女の方が得だから」という理由で女装をしてレディースデーなどの女性限定サービスを受けている男の子。
女装姿で街を歩いているところを、村崎に声をかけられる。女装をしている時のかつらの髪型は下方にウエーブがかかったロングヘア。「白鳥つぐみ（しらとり つぐみ）」の芸名でTVCMでデビュー。他に、テレビ番組に出演したり写真集を出したりしているが、メインの活動分野は不明。仕事を通して次第に藍沙に思いを寄せるようになる。
歴代主人公の中で唯一、完結時点で女装での芸能活動を続けていたり、自ら意識的に女の子っぽい振る舞いを見せたり、など、シリーズ内でも特異な存在である。
逢見藍沙（おうみ あいさ）
允のクラスメイト。
髪型はロングヘア。既に名の売れたアイドルとして活動している。つぐみの最初の仕事の相手役だった事もあり、以降2人揃っての仕事が多くなる。つぐみ＝允だと気付かず、つぐみと友達付き合いをする。幼稚園にいた頃、自分を元気付けてくれた男の子が初恋の相手。実生活では眼鏡をつけ、髪を三つ編みにした地味な姿で日常を過ごしている。
大嵩雪火（おおたか せっか）
允のクラスメイトで某シール収集仲間。
允が女装して街に繰り出すのによく付き合わされる。美形。女生徒間の人気は非常に高いが、まるで意に介さない。
小洞燕（しょうどう つばめ）
允のクラスメイトで藍沙の友人。
肩くらいの長さを後ろでくくったような髪型。藍沙の初恋のことを知っていて、応援している。作中では苗字は一度も呼ばれず（藍沙からは「燕ちゃん」、允からは「燕」）、苗字が出たのはコミックス収録時。
村崎ツトム（むらさき つとむ）
例によってスカウト兼マネージャー。

### 少女少年V -MINORI-
シリーズ第5作目。『小学五年生』2001年3月号・小学六年生2001年4月号 - 2002年3月増刊号にかけて連載。なお、『小学五年生』2001年3月号は予告編、『小学六年生』2002年3月増刊号は番外編として掲載された。自分の考えや都合を押し付ける親に対する子供なりの反抗を描いた、少々重い作品。
登場人物名は、農業に関する単語から付けられている。

#### Vの登場人物
蒔田稔（まきた みのる）
茜の家に行った際、茜に女の子の格好をさせられていたために女の子と間違えられるが、とある出来事により、茜と女の子2人組としてデビューすることに。「MINORI（みのり）」の芸名でグループ"ma-da"としてデビュー、歌手として活動。
シリーズ中、女装していた期間が最も短い主人公。あることがキッカケで茜のことが気になり始める。
植原茜（うえはら あかね）
稔のクラスメイト。
父が芸能事務所社長、母が女優、姉がアイドルという芸能一家で育った。芸能界では「AKANE（あかね）」の芸名で活動する。男っぽい顔がコンプレックスで、きつい顔つきをしていたが、稔との仲が深まるにつれて、少しずつ表情が柔らかくなり、女の子らしい顔つきになっていった。
植原忍（うえはら しのぶ）
茜の姉で、稔の憧れの人。
押しも押されもせぬ一流アイドルとして活動している。豊と噂があった。
苅部豊（かりべ ゆたか）
“忍と恋仲”との噂のある人気タレント。
劇団所属時に幼少時の稔に会った事がある。漫画の中で数々の名言を残している。周りの人々は彼を「いい人」と語っている。
蒔田譲（まきた ゆずる）
稔の兄であり良き理解者。
かなり前から劇団員として活動していて、かつて同じ劇団にいた豊を良く知っている。稔とはパソコンでメールのやり取りをしている。
村崎ツトム（むらさき つとむ）
稔の提案に簡単に乗りma-daをデビューさせる。以降2人のマネージャー。
パスポートを見るまで稔が男であることに気付かず、またその後も口外せず、女の子として活動させていた。

### 少女少年VI -NOZOMI-
シリーズ第6作目。『小学四年生』2002年2月号 - 3月号・『小学五年生』2002年4月号 - 2003年2月号にかけて連載。芸能界絡みの話だが、主人公はデビューしない。今作から掲載誌が1学年下がったためか、キャラクターも内容も若干低年齢向けっぽくなり、コメディ色が強くなっている。
登場人物名は新幹線の愛称から。

#### VIの登場人物
谷川光（たにがわ ひかる）
人気アイドルである青葉のぞみが仕事を抜け出す際に扮する男装姿と瓜二つで、のぞみの格好をした女装（変装）姿までもが普段ののぞみと瓜二つだったために、のぞみの「替え玉」、つまりは「代役」として活躍することになってしまう。
代役専門で、芸能界デビューはしていない。代役として行った仕事は、雑誌の表紙撮影・握手会・雑誌企画・ドラマ出演。のぞみは後に歌手としても活動を始めるが、その代役はやっていない。
女装の上にさらに変装したりさせられたりするため、女装のバリエーションはシリーズ中最多。幼なじみの児玉なすののことが好きだが、徐々に青葉のぞみのことも気になりだす。
青葉のぞみ（あおば のぞみ）
U-15アイドルとしてかなり人気がある。
性格は気が強く、わがままでサボり癖がある。前述の通り、男装（変装）姿が光と瓜二つで、普段の格好も女装姿の光と瓜二つである。実生活では友達のように話しかけたり、なすのと友人になったりと気さくな一面を見せている。大人びた胸の持ち主。肌の美容を保つためにレモンパックをしている。話の途中から、女装している光と見分けがつくようにか、まつげの一部が少し逆立っている。
児玉なすの（こだま なすの）
光のクラスメイト。
光のことは「仲の良いお友達」としか思っていない（光のみに限らず、そもそも「異性」という意識自体がない模様）。青葉のぞみのファンで、ファンクラブにも入っている。
浅間時矢（あさま ときや）
のぞみと同い年の甘い顔をした芸能人。
のぞみと付き合うために色々とアタックをかけている。
村崎ツトム（むらさき つとむ）
物語開始時点でのぞみのマネージャーをしており、今作では誰もスカウトしていない。
タレントの体調やスケジュール管理などが上手く出来ておらず、マネージャーとしては少々不手際が目立つ。

### 少女少年VII -CHIAKI-
シリーズ第7作目。『小学四年生』2003年2月号 - 3月号・『小学五年生』2003年4月号 - 2004年2月号にかけて連載。主人公が活躍する場は声優とミュージカル。連載期間は他と同様、約1年だが、作内での時間経過は中学校入学直後までの2年近くで、シリーズ中最も長い。
登場人物名は数字の桁から付けられている。

#### VIIの登場人物
十河太一（とがわ たいち）
4年前に見たミュージカルに出演していた同年代の女の子に憧れて芝居をはじめ、演劇サークルで女装していたところを村崎が地域ローカル番組で見かけスカウト。芸名は「万丈千明（ばんじょう ちあき）」。
声がボーイソプラノでインパクトがあったことから、おもに声優として活動。他に、ラジオ番組のパーソナリティやミュージカル出演もこなした。
京極瞬（きょうごく しゅん）
太一のクラスメイトで、同じ演劇サークルに入っている。
芸能活動もしていて、千明の正体に気付かず競演する。
阿僧百花（あそう ももか）
太一のクラスメイト。
4年前のミュージカルの娘に似ていて、太一は「本人ではないか」と思っている。
毛利零那（もうり れいな）
千明のラジオ番組に葉書を投稿してきた神奈川県川崎市に住んでいる女の子。
かつては芸能活動をしており、千明たちが調べ当てた4年前のミュージカルの娘と同じ名前。
村崎ツトム（むらさき つとむ）
たまたま見ていた地域ローカル番組で太一を見かけスカウト。
本人に了解を得ないまま、女の子として活動することを勝手に決めてしまう。

### 〜少女少年〜 GO!GO!ICHIGO
シリーズ第8作目。『ちゃおデラックス』2004年春の増刊号・初夏の大増刊号・夏の超大増刊号・秋の大増刊号・冬の超大増刊号・2005年春の増刊号にシリーズ連載。どこから見ても美少女しか見えない少年とその少年に惚れてしまった少女のラブコメ。シリーズ中で唯一、女の子が主人公で、かつ芸能界が関係せず村崎も登場しない。番外編的な扱いとされることも多い。
登場人物名は果物に因んでいる。

#### GO!GO!ICHIGOの登場人物
宮坂杏（みやさか あんず）
シリーズを通して唯一の女の子主人公。小学5年生。
とある出来事で一期に惚れてしまい、一期が男の子だという事を隠そうと毎回奔走する。一期と同じ幼稚園に通っていた。髪型はショートカット。
章姫一期（あきひめ いちご）
体は男の子だが、外見と心・性格は女の子な美少女少年。
普段からずっと女装しっぱなしで、周りからも女の子として扱われている。幼稚園の頃はおかっぱ頭であるものの男の子的な口調で話をしていた。幼稚園の頃以外の男の子っぽい格好は杏の夢の中で1度登場するのみ。本編では「章姫いちご」と名乗っている。
杏の兄に一目ぼれをし、猛烈なプロポーズをかけようとすることもしばしば。しかし力は強く、必殺技は「あっぱー」なパンチである。家事・料理が得意で、虫と怖い物が苦手。髪型はウェーブがかかったロングヘア。
宮坂太陽（みやさか たいよう）
杏の兄。中学2年生。
二枚目だが何かと杏やいちごに振り回される、かなり損な役回り。いちごからは「お兄さん」と呼ばれている。名前および学年・年齢は作中では明示されていない（前記は作者の公式サイトにて明かされたもの）。
弓月梨乃（ゆみつき りの）
第4話から登場。めがねっ子。
杏や一期のクラスメイトで、かつ2人の幼稚園時代のことも知っている。通称「梨乃ぴょん」。
夏目（なつめ）※作中にフルネームは登場せず
杏やいちごのクラスの学級委員。
クラスの男子で一番もてる。杏や一期に好かれるも、女好きの本性をさらけ出し、一期の「あっぱー」なパンチの餌食に。結果的に、杏が一期に惹かれるきっかけを作った。

## 書誌情報

### 単行本
小学館よりI - VIIは「てんとう虫コミックススペシャル」、GO!GO!ICHIGOは「ちゃおコミックス」として刊行されている。
1. 少女少年（1998年6月発行） ISBN 4-09-149381-5
2. 少女少年II -KAZUKI-（1999年5月発行） ISBN 4-09-149382-3
3. 少女少年III -YUZUKI-（2000年4月発行） ISBN 4-09-149383-1
4. 少女少年IV -TSUGUMI-（2001年4月発行） ISBN 4-09-149384-X
5. 少女少年V -MINORI-（2002年4月26日発行） ISBN 4-09-149385-8
6. 少女少年VI -NOZOMI-（2003年5月28日発行） ISBN 4-09-149386-6
7. 少女少年VII -CHIAKI-（2004年5月28日発行） ISBN 4-09-149387-4
8. 〜少女少年〜 GO!GO!ICHIGO（2005年6月発行） ISBN 4-09-137080-2

### 関連書籍
- やぶうち優ファンBOOK やぶうち優の♀♂（おんなのこ おとこのこ）なお話（2006年3月） ISBN 4-09-130397-8
  - やぶうち優作品を、性教育マンガという区割りで特集した本。メインは『ないしょのつぼみ』1期。『少女少年』シリーズ関連では、各作の紹介やGO!GO!ICHIGOの服飾設定、『少女少年0話』が収録されている。

## オフィシャル同人誌
作者が同人誌活動も行っており、このシリーズを題材とした同人誌"別冊少女少年"が発行されている。厳密な意味での（発行元も認める）オフィシャルではないが、連載時に描かれなかった事柄やこぼれ話、書き下ろしの番外編などが掲載されている。
1. 別冊少女少年・創刊号（2004年8月発行）
2. 別冊少女少年・2号（2004年12月発行）
3. 別冊少女少年・3号（2005年8月発行）
4. 少女少年Complete（2014年12月発行）